# Římskokatolická farnost svatého Václava Olomouc
Římskokatolická farnost svatého Václava Olomouc  je územní společenství římských katolíků, jehož farním kostelem je katedrála svatého Václava v Olomouci v děkanátu Olomouc olomoucké arcidiecéze.

## Historie farnosti
Farnost byla přenesena ke stávající katedrále sv. Václava v roce 1785 od zaniklého kostela sv. Petra, původní olomoucké katedrály.

## Sakrální stavby ve farnosti
- Katedrála svatého Václava
- rektorátní kostel sv. Anny
- kaple sv. Barbory
- kaple v arcibiskupské rezidenci
- kaple ve františkánském kláštěře
- kaple Božího Milosrdenství - Caritas

## Aktivity ve farnosti
V prvním pololetí roku 2017 ve farnosti probíhal duchovní formační kurz jak uvádět do praxe sociální nauku církve. Byl určen pro dobrovolníky, kteří pomáhají ve farnosti lidem nacházející se v obtížné situaci. 